# Kanton Vaubecourt
Der Kanton Vaubecourt war von 1790 bis 2015 ein französischer Wahlkreis. Er lag im Arrondissement Bar-le-Duc, im Département Meuse und in der Region Lothringen. Sein Hauptort war Vaubecourt.

## Gemeinden
Der Kanton umfasste zwölf Gemeinden:
| Gemeinde               | Einwohner Jahr | Fläche km² | Bevölkerungsdichte | Code INSEE | Postleitzahl |
| ---------------------- | -------------- | ---------- | ------------------ | ---------- | ------------ |
| Chaumont-sur-Aire      | 150 (2013)     | 9,92       | 15 Einw./km²       | 55108      | 55260        |
| Courcelles-sur-Aire    | 36 (2013)      | 11,93      | 3 Einw./km²        | 55128      | 55260        |
| Érize-la-Petite        | 64 (2013)      | 7,18       | 9 Einw./km²        | 55177      | 55260        |
| Les Hauts-de-Chée      | 750 (2013)     | 50,17      | 15 Einw./km²       | 55123      | 55000        |
| Laheycourt             | 396 (2013)     | 18         | 22 Einw./km²       | 55271      | 55800        |
| Lisle-en-Barrois       | 39 (2013)      | 28,94      | 1 Einw./km²        | 55295      | 55250        |
| Louppy-le-Château      | 161 (2013)     | 18,76      | 9 Einw./km²        | 55304      | 55800        |
| Noyers-Auzécourt       | 280 (2013)     | 17,22      | 16 Einw./km²       | 55388      | 55800        |
| Rembercourt-Sommaisne  | 338 (2013)     | 22,32      | 15 Einw./km²       | 55423      | 55250        |
| Sommeilles             | 203 (2013)     | 18,81      | 11 Einw./km²       | 55493      | 55800        |
| Vaubecourt             | 318 (2013)     | 22,62      | 14 Einw./km²       | 55532      | 55250        |
| Villotte-devant-Louppy | 159 (2013)     | 11,23      | 14 Einw./km²       | 55569      | 55250        |

## Bevölkerungsentwicklung
| 1962 | 1968 | 1975 | 1982 | 1990 | 1999 | 2006 | 2012 |
| ---- | ---- | ---- | ---- | ---- | ---- | ---- | ---- |
| 3686 | 3339 | 2973 | 2994 | 2965 | 2802 | 2776 | 2869 |